# 1944 en Belgique
Chronologie de la Belgique
- 1940
- 1941
- 1942
- 1943
- 1944
- 1945
- 1946
- 1947
- 1948

Cette page recense des événements qui se sont produits durant l'année 1944 en Belgique.

## Chronologie

### Janvier 1944
- 15 janvier : 
  - Le « convoi no 23 » (655 déportés juifs au total) quitte la Belgique en direction d'Auschwitz.
  - Le « convoi Z » (351 déportés tsiganes au total) quitte la Belgique en direction d'Auschwitz.

### Février 1944
- 28 février : le gouverneur de la Société générale de Belgique Alexandre Galopin est assassiné à son domicile par des collaborateurs flamands[1].

### Mars 1944
- 26 mars : bombardement aérien allié de Courtrai[2].

### Avril 1944
- 4 avril : le « convoi no 24 » (625 déportés juifs au total) quitte la Belgique en direction d'Auschwitz.
- 10 avril : bombardement aérien de Gand, de Hasselt[2], de la base aérienne de Florennes (par l'USAAF), des usines chimiques Solvay à Jemeppe-sur-Sambre et de la gare de triage de Ronet[3] (Namur).
- 11 avril : 25 partisans sont exécutés à Hasselt[4]. Bombardement de la gare de formation de Couillet par des B26 Marauder américains.
- 13 avril : bombardement de la gare de triage de Ronet (Namur), la faubourg de La Plante est touché[5];
- 20 avril : des responsables patronaux et syndicaux adoptent, dans la clandestinité, un « projet d'accord de solidarité sociale » ou « pacte social »[6].
- 21 avril : bombardement allié de Namur.
- 26 avril : bombardement aérien allié (Kessel-Lo et Heverlee)[2].

### Mai 1944
- 1er mai : bombardements aériens alliés  de Herent, Wilsele et du dépôt de chemin de fer de Malines[2].
- 11 et 12 mai : bombardements aériens de Herent et Wilsele[2].
- 10 mai : bombardements aériens dans les régions de Gand, Courtrai et Charleroi[2].
- 13 mai : bombardement allié de la gare de triage de Ronet (Namur), le village de Flawinne est touché;
- 15 mai : nouveaux bombardements aériens de Courtrai[2].
- 19 mai : le « convoi no 25 » (508 déportés juifs au total) quitte la Belgique en direction d'Auschwitz.
- 25 mai : dernier bombardement aérien dans la région de Louvain[2].
- 28 mai : bombardement aérien de Bruges[2].

### Juin 1944
- 7 juin : le roi Léopold III et sa famille sont déportés en Allemagne[7].
- 22 juin : bombardement aérien dans la région de Gand[2].

### Juillet 1944
- 21 juillet : dernier bombardement aérien allié de Courtrai[2].
- 27 juillet : bombardement aérien dans la région de Gand[2].
- 31 juillet : le « convoi no 26 » (563 déportés juifs au total) quitte la Belgique en direction d'Auschwitz.

### Août 1944
- 3, 7, 11, 18 et 19 août : plusieurs bombardements aériens en région gantoise[2].
- 6 août : assassinat du docteur Joseph Colmant, grande figure de la résistance belge.
- 17 août : le bourgmestre rexiste du Grand Charleroi, Oswald Englebin, sa femme et son fils sont victimes d'une attaque à la mitraillette de la Résistance belge. Les rexistes décident l'organisation de représailles.
- 18 août : tuerie de Courcelles. Une vingtaine de victimes, pour l'essentiel des dignitaires locaux, sont abattues par les rexistes en représailles à l'assassinat du bourgmestre rexiste Oswald Englebin.
- 18 août : bombardement américain de Namur (330 morts, 600 blessés graves, 2000 bâtiments détruits)[8].

### Septembre 1944
- 1er septembre : des éléments de la 1re armée américaine arrivent à Tournai[9].
- 2 septembre : 
  - la 9e division d'infanterie américaine franchit la frontière à Forge-Philippe (9 h 15)[10].
  - des éléments de la 2e division blindée américaine franchissent la frontière à Rumes (dès 9 h 30) et Rongy (13 h 30)[11].
  - un régiment de la 30e division d'infanterie américaine arrive à Tournai[10].
  - tueries de Jemappes
- 3 septembre : Bruxelles est libérée par la 2e Armée britannique[9]. Le palais de justice est incendié par les troupes allemandes lors de leur retraite.
- 4 septembre : 
  - Anvers est libérée par la 11e division blindée britannique[9].
  - Libération de la ville de Louvain[12].
- 5 septembre : 
  - Signature d'une convention douanière entre la Belgique, les Pays-Bas et le Luxembourg (Benelux)[13].
  - Libération de Namur et Huy par les troupes américaines[12].

- 6 septembre : Gand est libérée[12].

- 8 septembre :

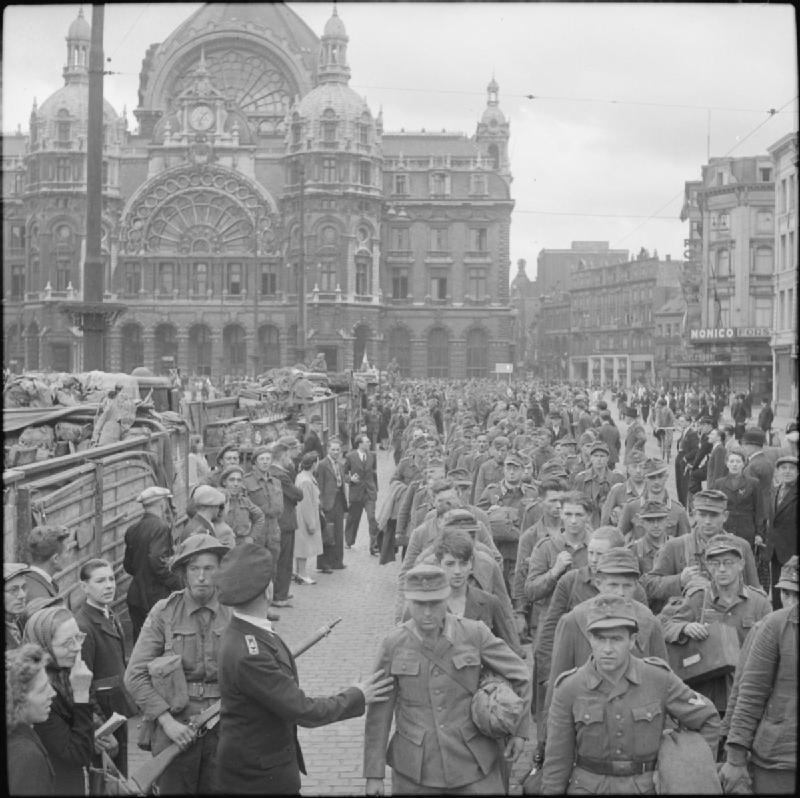
Des prisonniers de guerre allemands encadrés par l'armée britannique défilent à Anvers, le 5 septembre 1944.

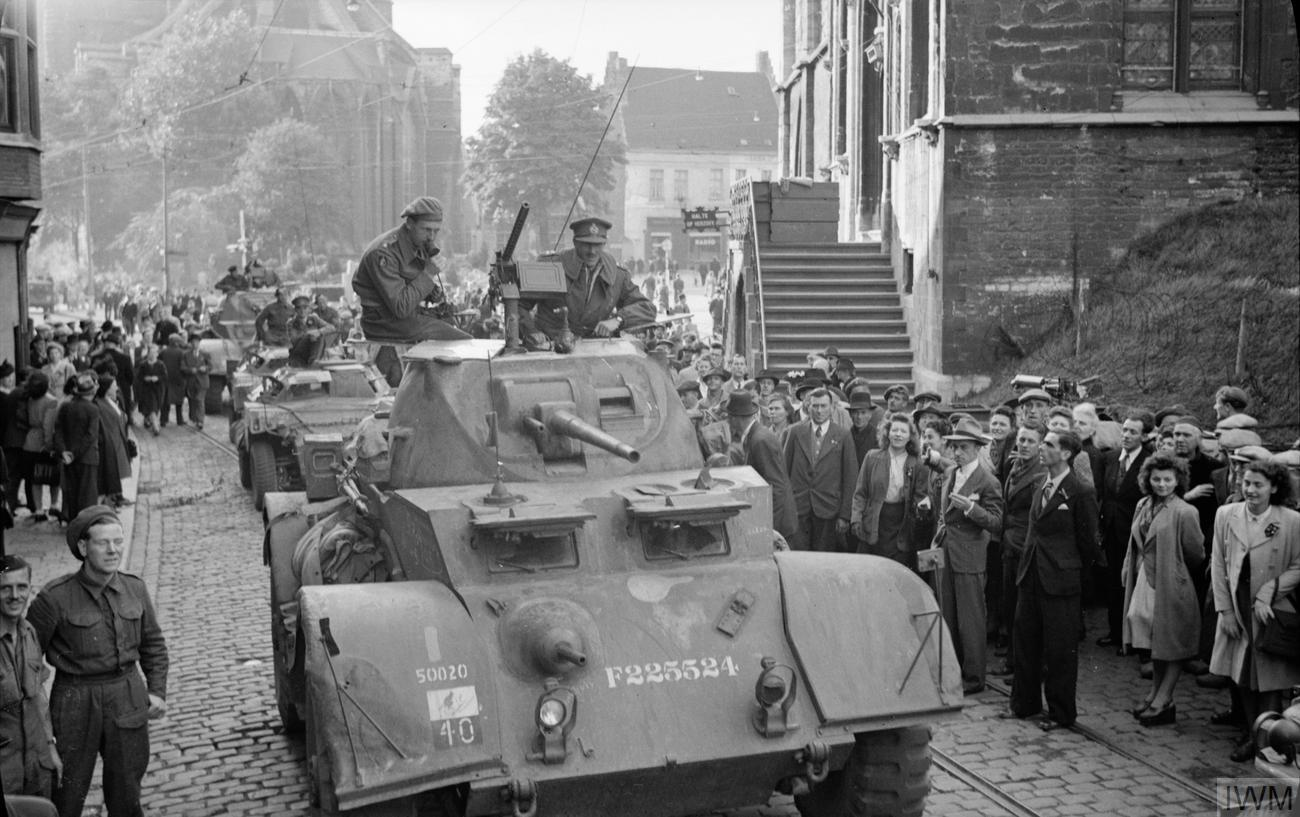
Troupes britanniques à Gand, le 8 septembre 1944.

  - Ostende est libérée par des troupes canadiennes.
  - Liège est libérée par des troupes américaines[12].
  - Le gouvernement belge en exil quitte Londres pour rejoindre la Belgique[14].
- 10 septembre : libération des villes d'Arlon et de Verviers[12].
- 12 septembre : les troupes polonaises et canadiennes entrent à Bruges[12].
- 13-14 septembre : combat de Het Molentje, un quartier de Moerkerke[15].
- 16 septembre : le gouvernement convoque une réunion de la Conférence nationale du travail. Une hausse de 60 % des salaires (dont 20 % à titre temporaire) est instaurée[16].
- 20 septembre : le prince Charles est élu régent du Royaume lors de la séance des Chambres réunies[17].
- 21 septembre : prestation de serment du prince régent Charles[17].
- 26 septembre : formation du gouvernement Pierlot V (union nationale).

### Octobre 1944
- 2 octobre - 8 novembre : bataille de l'Escaut.
- 6 octobre : un arrêté-loi oblige les Belges à échanger leurs anciens billets de banque contre la somme de 2 000 francs en nouveaux billets, le reste étant temporairement bloqué sur des comptes en banque. De plus, tous les comptes en banque existants sont temporairement bloqués. Cette opération imaginée par le ministre des Finances Camille Gutt permet d'éviter une forte inflation monétaire[18].
- 31 octobre - 8 novembre : bataille de la chaussée de Walcheren.

### Novembre 1944
- 16 novembre : les ministres communistes quittent le gouvernement[19].
- 25 novembre : le Front de l'Indépendance (FI) organise une manifestation à Bruxelles contre le refus du gouvernement d'incorporer des unités du FI au sein de l'armée. On dénombre 45 blessés à la suite d'affrontement violents entre les manifestants et la gendarmerie à la rue de la Loi[20].

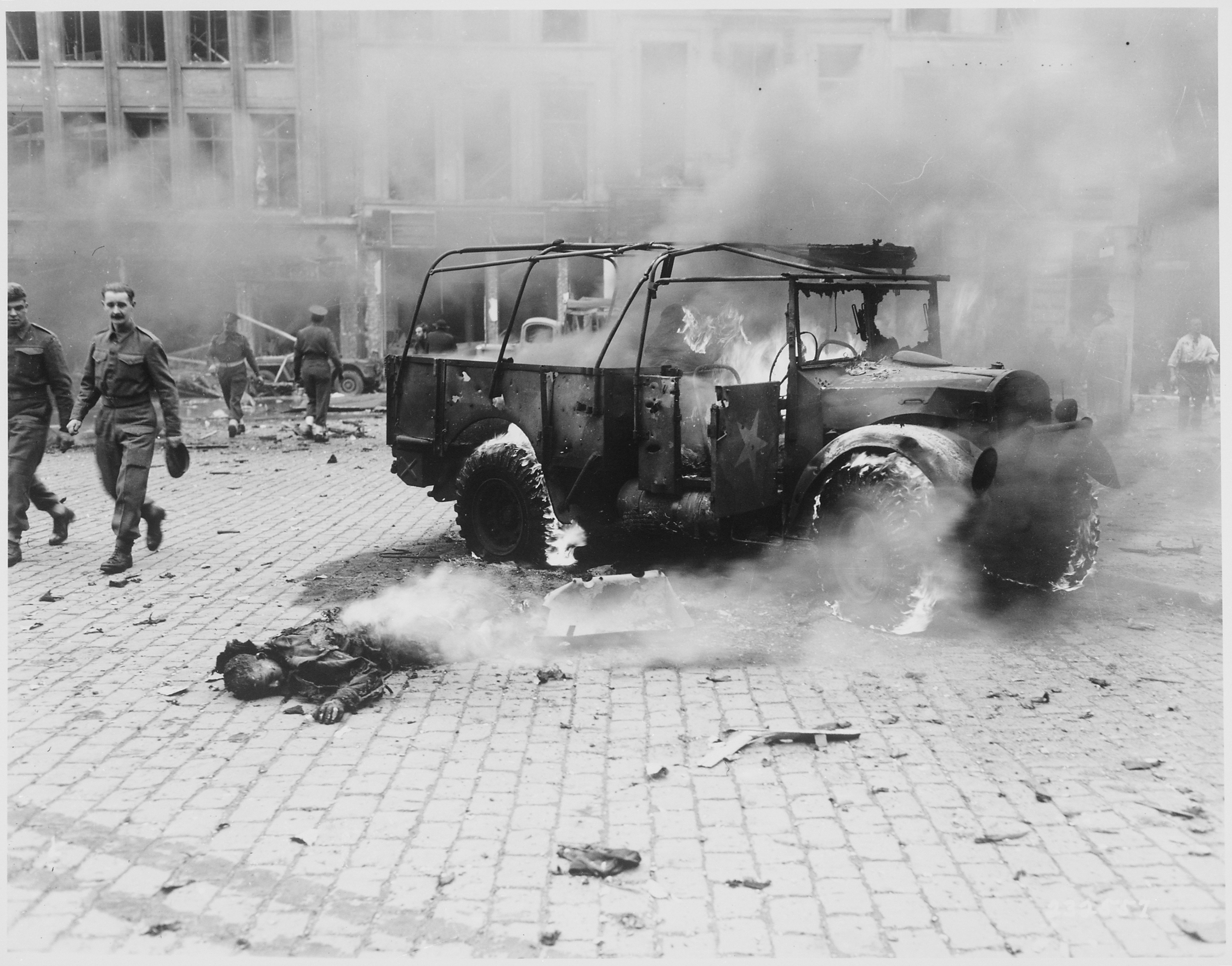
Conséquences de la chute d'un V2 sur Anvers : un véhicule et un jeune homme mort, en feu, le 27 novembre 1944

- 28 novembre : le Parlement accorde des « pouvoirs spéciaux » au gouvernement[21].

### Décembre 1944
- 12 décembre : formation du gouvernement Pierlot VI (catholique-libéral-socialiste).
- 16 décembre : début de la bataille des Ardennes[22]. Bataille de la crête de Lanzerath. L’encerclement de Bastogne est brisé (26 décembre).
- 17 décembre : des prisonniers de guerre américains sont abattus par le Kampfgruppe Peiper au carrefour de Baugnez, à quelques kilomètres au sud de Malmedy.
- 25 décembre : nationalisation des industries d'armement votée par la Chambre.

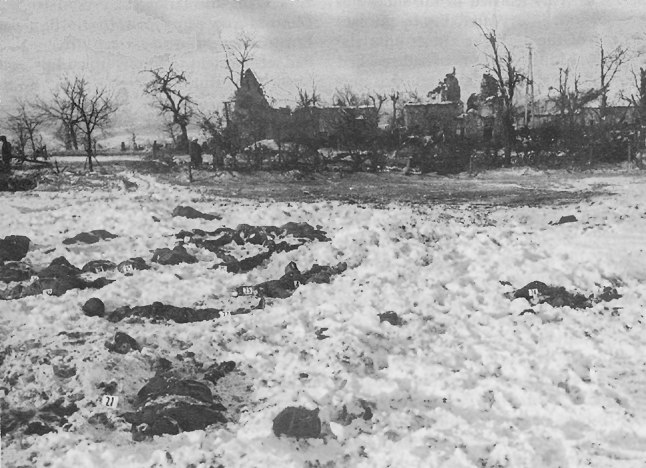
Victimes du massacre de Baugnez gisant dans la neige.

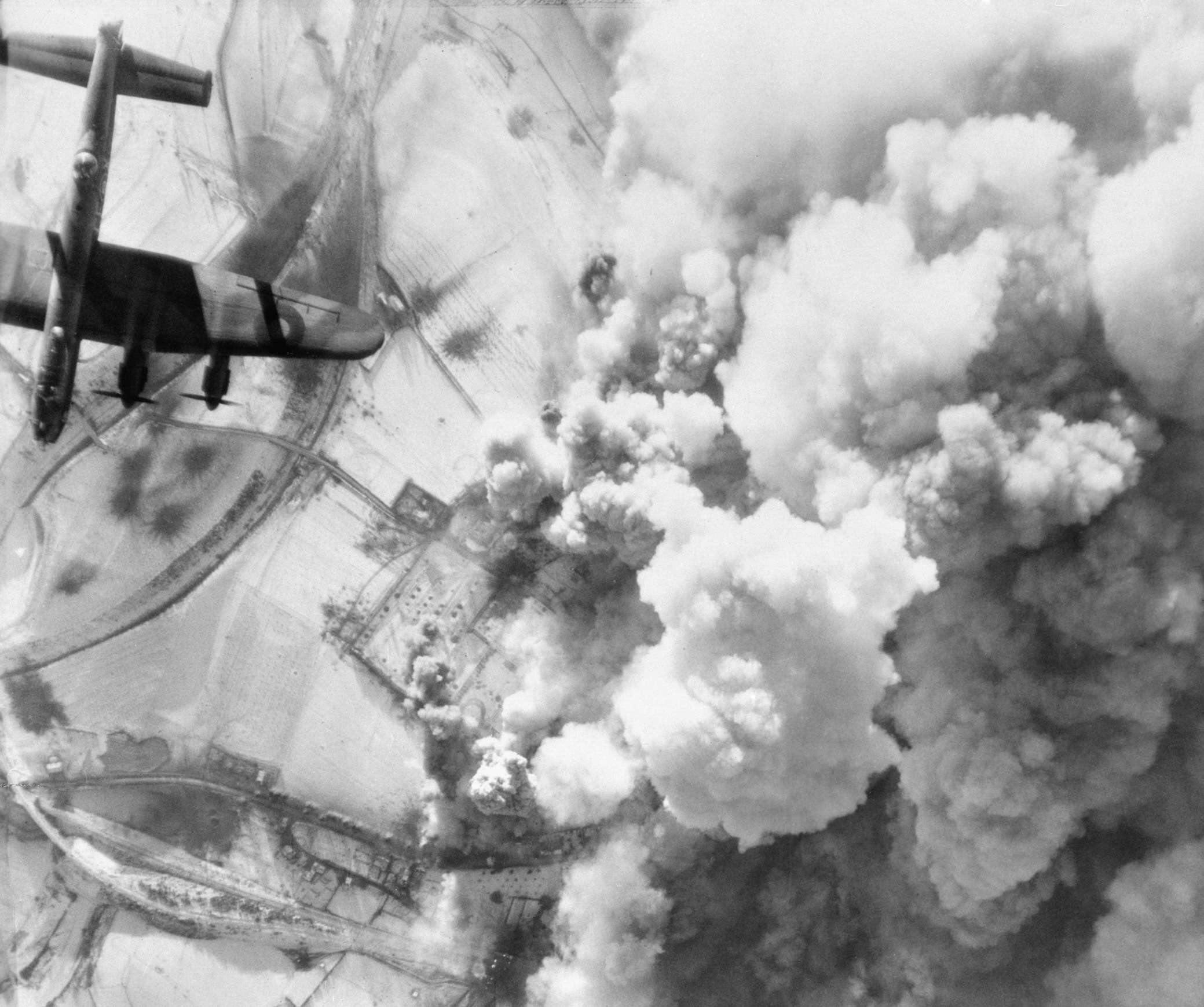
Bombardement de Saint-Vith par la Royal Air Force, le 26 décembre 1944.

- 25 - 26 décembre : bombardement de Saint-Vith par les Alliés.
- 27 décembre : le Conseil de guerre condamne Léon Degrelle à la peine capitale par « fusillade publique »[23]. Il échappera néanmoins à la justice belge jusqu'à sa mort.
- 28 décembre : arrêté-loi « concernant la Sécurité sociale des travailleurs »[24].

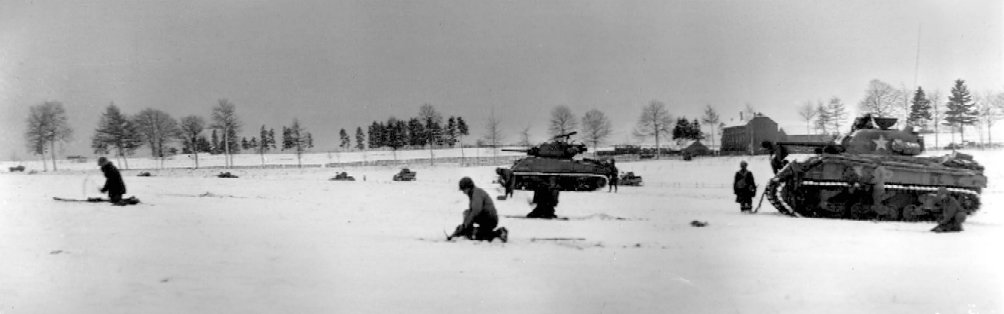
Infanterie et chars américains près de Bastogne, le 31 décembre 1944.

## Culture

### Bande dessinée
- Le Trésor de Rackham le Rouge d'Hergé.

### Littérature
- L'Accent du secret, recueil de poèmes de Marcel Lecomte[25].
- L'Épreuve du feu, pièce d'Herman Closson[26].

## Naissances
- 16 avril : Marcel van Langenhove, arbitre de football.
- 25 avril : Christine Ockrent, journaliste.
- 28 avril : Jean-Claude Van Cauwenberghe, homme politique.
- 31 mai : Jean C. Baudet, philosophe.
- 1er juin : Freddy Herbrand, décathlonien.
- 17 juin : Annemie Neyts-Uyttebroeck, femme politique.
- 27 juin : Patrick Sercu, coureur cycliste.
- 3 octobre : Pierre Deligne, mathématicien lauréat de la médaille Fields en 1978.
- 8 octobre : Maurice Bodson, homme politique.
- 22 octobre : Raoul Lambert, joueur de football.
- 2 novembre : Philippe Bodson,  homme d'affaires et homme politique († 4 avril 2020).
- 2 décembre : Johny Thio, joueur de football  († 4 août 2008).
- 19 décembre : Marcel Maes, coureur cycliste († 10 août 1997).

## Décès
- 11 janvier : Edgard Potier, officier et résistant (° 2 novembre 1903), mort à Reims (France).
- 14 janvier : Walthère Dewé, ingénieur et résistant (° 16 juillet 1880).
- 22 janvier : Ernest Cracco, peintre (° 23 août 1864).
- 30 janvier : René Legaux, résistant (° 28 septembre 1897), mort à Neuengamme (Allemagne).
- 1er février : François Bovesse, homme politique (° 10 juin 1890), assassiné par des rexistes .
- 2 février : Paul Hoornaert, avocat et résistant (° 5 novembre 1888).
- 10 février : Alexandre Livchitz, résistant (° 20 avril 1911), fusillé au Tir national.
- 17 février : Youra Livchitz, médecin et résistant, frère cadet d'Alexandre Livchitz (° 30 septembre 1917), fusillé au Tir national.
- 26 février : Lucien Orfinger, ingénieur civil et résistant (° 23 juillet 1913), fusillé au Tir national.
- 28 février : Alexandre Galopin, ingénieur (° 26 septembre 1879), assassiné par des collaborateurs flamands.
- 3 mars : Paul-Émile Janson, Premier ministre de 1937 à 1938 (° 30 mai 1872), mort à Buchenwald (Allemagne).
- 5 mars : Constant Montald, peintre et sculpteur (° 4 décembre 1862).
- 15 mars : Albert Jonnart, magistrat colonial et résistant (° 27 juillet 1889), mort à Nordausques (France).
- 18 mars : Joseph Delhalle, résistant (° 13 septembre 1912), mort à Bergen-Belsen (Allemagne).
- 21 mars : Pierre de Caters, pilote automobile, aviateur et avionneur (° 25 décembre 1875).
- 28 mars : Frédéric De Jongh, directeur d'école et résistant (° 1897), fusillé à Paris.
- 7 juin : deux résistants condamnés à mort et décapités à Wolfenbüttel (Allemagne) :
  - Valère Passelecq (° 22 mars 1919).
  - Robert Thonon (° 2 juin 1919).
- 9 juin : Marie-Louise Hénin, chirurgien-dentiste et résistante (° 1898), décapitée à Berlin (Allemagne).
- 18 juin : Adelin Husson, résistant (° 15 mai 1899).
- 27 juin : Charles de Hepcée, aviateur et résistant (° 14 mars 1911), exécuté à Castelmaurou (France).
- 4 juillet : Xavier de Hemricourt de Grunne, homme politique et résistant (° 11 juin 1894), mort à Gross-Strelitz (Pologne).
- 17 juillet : Mathieu De Jonge, avocat et résistant (° 30 décembre 1911), exécuté à Mauthausen (Autriche).
- 29 juillet : Jules Hiernaux, homme politique (° 29 août 1881), assassiné par des rexistes.
- 6 août : Joseph Colmant, médecin et résistant (° 30 juin 1903).
- 7 août : deux résistantes condamnées à mort et décapitées à Wolfenbüttel (Allemagne) :
  - Marguerite Bervoets, enseignante  (° 6 mars 1914).
  - Fernande Volral, modiste (° 7 octobre 1920).
- 17 août : Oswald Englebin, homme politique rexiste assassiné par des résistants.
- 24 août : Louis Braffort, bâtonnier du barreau de Bruxelles (° 14 août 1886), assassiné par des rexistes.
- 26 août : Laurette Demaret, résistante (° 17 novembre 1921).
- 3 ou 6 septembre : Jean Burgers, ingénieur civil et résistant (° 6 juillet 1917), exécuté à Buchenwald (Allemagne).
- 27 octobre : Alfred Steux, résistant (° 21 janvier 1918), décapité à Munich (Allemagne).
- 13 novembre : Élise Binard, résistante (° 19 janvier 1911), morte au camp de Belzig (Allemagne).
- 1er décembre : Jules Bastin, officier et résistant (° 29 septembre 1889), mort à Gross-Rosen (Pologne).
- 12 décembre : Charles Claser, officier et résistant (° 27 juillet 1901), mort à Gross-Rosen (Pologne).